# Luis Rubiales
Luis Rubiales, född 23 augusti 1977 i Palmas de Gran Canaria, är en spansk idrottsledare och före detta professionell fotbollsspelare som spelade som försvarare. Han medverkade i 53 La Liga-matcher under tre säsonger.

## Karriär
Luis Rubiales tillbringade större delen av sin karriär i Segunda División och spelade i Guadix, Mallorca B, Lleida, Xerez, och Levante. Han gjorde sin debut i den spanska högsta ligan den 29 augusti 2004, och kom in som ersättare mot Real Sociedad.
Den 4 augusti 2009 tillkännagavs att Rubiales hade kommit överens om ett ettårigt avtal i den skotska Premier League för laget Hamilton Academical FC. Efter sitt tredje framträdande i ligan, där han utsågs till matchens bästa spelare, meddelade han att han gick i pension vid 32 års ålder och återvände till Spanien och klubben Levante. I mars 2010 valdes Rubiales till president i Association of Spanish Footballers. Han slutade sin post i november 2017 med avsikten att kandidera till Kungliga Spanska Fotbollsförbundet
I september 2023 berättade Luis Rubiales i en intervju med den brittiske journalisten Piers Morgan, att han tänker avgå som ordförande för Spanska Fotbollsförbundet (RFEF). 
I ett inlägg på X (tidigare Twitter), skriver Rubiales att han även tänker avgå som vice ordförande i det europeiska fotbollsförbundet Uefa. 

## VM-kyssen
I samband med damernas VM-final 2023 under medaljutdelningen, kysste Rubiales Jennifer Hermoso på munnen. Efter att Hermoso kommenterade i en livestream på Instagram att hon "inte gillade" handlingen, mötte Rubiales ett omfattande fördömande, inklusive från Spaniens premiärminister Pedro Sánchez.  Den 23 augusti, tre dagar efter VM-finalen, utfärdade Hermoso ett gemensamt uttalande med det spanska fotbollsspelarförbundet, där hon förespråkade "åtgärder för att skydda spelarna mot handlingar som vi anser är oacceptabla". I en solidaritetsuppvisning undertecknade 53 spanska spelare, bland annat alla 23 medlemmar i VM-truppen 2023, ett brev som stöder Jennifer Hermoso. De lovade också att inte spela för Spaniens landslag tills det skett förändringar i ledningen för RFEF. 
Idrottsrådet i Spanien började då en utredning, och under tiden blev Luis Rubiales avstängd av FIFA i 90 dagar,  och både han och det spanska fotbollsförbundet förbjöds att ta kontakt med Hermoso. 
Den 30 oktober 2023 meddelade FIFA att Luis Rubiales är avstängd från alla fotbollsaktivitet på nationell och internationell nivå under tre år.  